# The Devil's Violinist
The Devil's Violinist là một bộ phim điện ảnh 2013 do Bernard Rose đạo diễn kiêm viết kịch bản, nói về tiểu sử của nhà soạn nhạc và nghệ sĩ violin người Ý Niccolò Paganini vào thế kỷ 19. Phim có sự tham gia của David Garrett vai Paganini, cùng dàn diễn viên phụ Jared Harris, Joely Richardson, Christian McKay, Veronica Ferres và Andrea Deck.

## Diễn viên
- David Garrett vai Niccolò Paganini
- Jared Harris vai Urbani
- Joely Richardson vai Ethel Langham
- Christian McKay vai John Watson
- Veronica Ferres vai Elizabeth Wells
- Helmut Berger vai Lord Burghersh
- Olivia d'Abo vai Primrose Blackstone
- Andrea Deck vai Charlotte Watson